# My neighbour is a bear
|  | Denne artikel er oprettet af botten PalnaBot ud fra en ekstern database. Den kan derfor have sproglige fejl eller mangler. Denne skabelon kan fjernes efter kontrol af indholdet. |

My neighbour is a bear er en dokumentarfilm fra 1991 instrueret af Stig Bilde, Jeanette Schou efter manuskript af Stig Bilde, Jeanette Schou.

## Handling
Efter Glasnost er Riga igen blevet synlig på europakortet. Byen åbner sig med sin historie, de gamle gader og floden Daugava. Gennem interviews og billeder fortælles om Letlands historie og det daglige liv under et system, hvor problemerne ofte tangerer det absurde. Der skal mod til at slås for selvstændighed for Letland.